# St. Johannes (Kölleda)

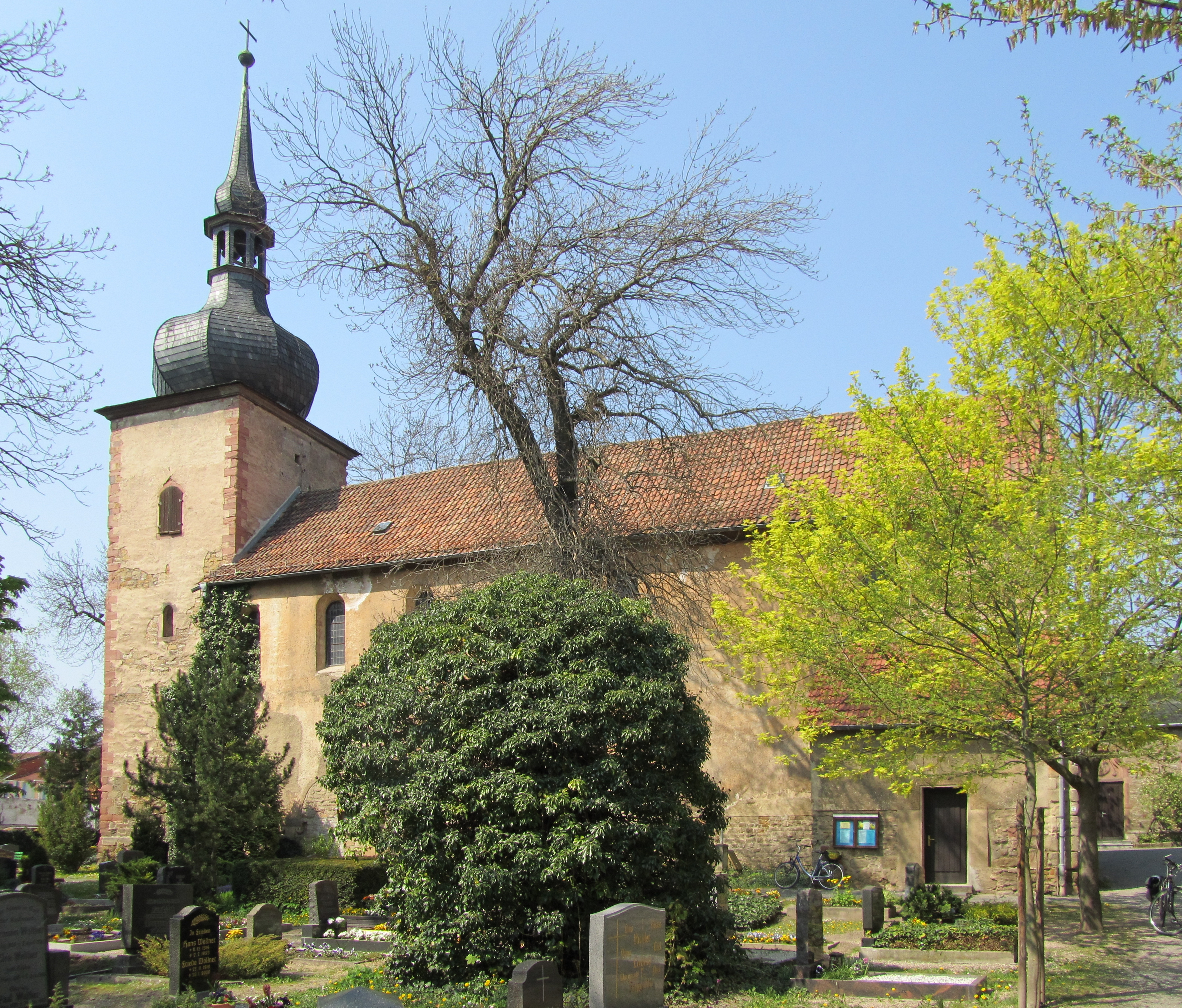
St. Johannes

Die denkmalgeschützte Kirche St. Johannes ist die ehemalige Kirche des Klosters Kölleda, das 1264/65 von den Grafen von Beichlingen gegründet wurde. Sie steht in Kölleda, einer Kleinstadt im Landkreis Sömmerda von Thüringen. Mit der Reformation lutherisch geworden, verlor sie 1626 ihre Seitenschiffe. In den 1960er Jahren wurde sie von der römisch-katholischen Kirche gepachtet und umgebaut, seit 2018 wird sie aber nur noch sehr sporadisch von dieser genutzt. Die evangelische Kirchengemeinde Kölleda gehört zum Pfarrbereich Kölleda-Ostramondra im Kirchenkreis Eisleben-Sömmerda der Evangelischen Kirche in Mitteldeutschland, die katholische Kirchengemeinde Kölleda zur Pfarrei St. Franziskus in Sömmerda im Dekanat Nordhausen des Bistums Erfurt.

## Geschichte
Die Basilika ohne Querschiff wurde bereits vor Gründung des Klosters gebaut. Im Jahre 1266 wurde an Stelle der zu klein gewordenen Peter-Paul-Kirche eine neue Klosterkirche errichtet. 1462 wurde ein Kirchturm im Westen angefügt. Die beiden Seitenschiffe wurden 1626 bis auf die Sakristei an der Südseite des Chors beseitigt. 1825–28 erhielt der Turm ein neues Dach. Ab 1965 wurde der gesamte Bau grundlegend instand gesetzt und umgebaut, als die Kirche von der römisch-katholischen Kirche per Pacht übernommen worden war. Dabei wurden Emporen und Kanzelaltar entfernt, ein Volksaltar errichtet, die Bänke ausgetauscht. Die zunächst letzte Heilige Messe in der Johanneskirche fand am 31. Dezember 2017 statt, seitdem finden die Gottesdienste in der Wiperti-Kirche bzw. in evangelischen Gemeinderäumen statt, Feiern der Osternacht und der Christmette fanden allerdings zunächst weiterhin in der Johanneskirche statt.

## Baubeschreibung
Die heutige Saalkirche ist mit einem Satteldach bedeckt. An den Langseiten des Kirchenschiffs sind die zugemauerten spitzbogigen Arkaden sichtbar, die das Mittelschiff von den Seitenschiffen trennten. Darüber sind die rundbogigen Obergaden angeordnet. Die Ausmauerung der Arkaden im Inneren ist so weit zurückgesetzt, dass die Pfeiler und Bögen aus der Wandfläche heraustreten. Drei der vier Pfeilerpaare haben einen quadratischen, das vierte im Westen einen achteckigen Querschnitt. Die Ostseite von Chor und Seitenschiffen waren ursprünglich flach geschlossen und durch Lisenen gegliedert, unten mit einem Gesims an der Fensterbank, oben mit einem Bogenfries. Über dem östlichen Rundbogenfenster des Chores befindet sich ein rautenförmiges, innen zugemauertes Fenster. Auf dem Turm sitzt eine achtseitige bauchige Haube, die eine offene Laterne trägt, in der zwei Glocken hängen. Die Pfeiler der Arkaden haben kannelierte Kämpfer. Am spitzen Triumphbogen bestehen die Kämpfer aus Platte, Kehle und Wülsten. Der annähernd quadratische Chor hat ein bauzeitliches Kreuzgratgewölbe. Es hat profilierte, farbig abgesetzte Grate sowie einen
rosenähnlichen Schlussstein. Die Nordseite des Chors, der Sakristei gegenüber, war ursprünglich durch einen großen Spitzbogen zum Seitenschiff geöffnet.
Von der alten Kirchenausstattung ist ein polychromes Bild einer Pietà aus der 1. Hälfte des 15. Jahrhunderts vorhanden. Ferner ist ein figürlicher Grabstein für Helene von Beichlingen erhalten.
Die Orgel mit 6 Registern, verteilt auf ein Manual und ein Pedal, wurde 1969 von Friedrich Löbling gebaut.